# ヴィエトイエン
ヴィエトイエン（ベトナム語：Thị xã Việt Yên / 市社越安?）は、ベトナム社会主義共和国バクザン省の町である。

## 行政区画
以下の9坊8社を管轄する。
- ビクドン坊（Bích Động / 碧洞）
- ホンタイ坊（Hồng Thái / 鴻泰）
- ネン坊（Nếnh / 能）
- ニンソン坊（Ninh Sơn / 寧山）
- クアンチャウ坊（Quang Châu / 光州）
- クアンミン坊（Quảng Minh / 廣明）
- タンティエン坊（Tăng Tiến / 增進）
- トゥーラン坊（Tự Lan / 嗣蘭）
- ヴァンチュン坊（Vân Trung / 雲中）
- フオンマイ社（Hương Mai / 香枚）
- ミンドゥク社（Minh Đức / 明德）
- ギアチュン社（Nghĩa Trung / 義忠）
- トゥオンラン社（Thượng Lan / 上蘭）
- ティエンソン社（Tiên Sơn / 仙山）
- チュンソン社（Trung Sơn / 中山）
- ヴァンハ社（Vân Hà / 雲河）
- ヴィエトティエン社（Việt Tiến / 越進）